# Lahn
Lahn je rijeka u Njemačkoj, desna pritoka Rajne dugačka 242 km. Protječe kroz pokrajine Sjeverna Rajna-Vestfalija, Hessen i Porajnje-Falačka.
Od izvora u brdima Rothaargebirge rijeka protječe kroz gradove Marburg, Gießen, Wetzlar i Limburg an der Lahn, do svog ušća u Rajnu kod Lahnsteina blizu Koblenza.

## Vanjske poveznice
- Vodič za canoeing na rijeci Lahn  Arhivirana inačica izvorne stranice od 27. rujna 2007. (Wayback Machine)